# Ruth Barcan Marcus

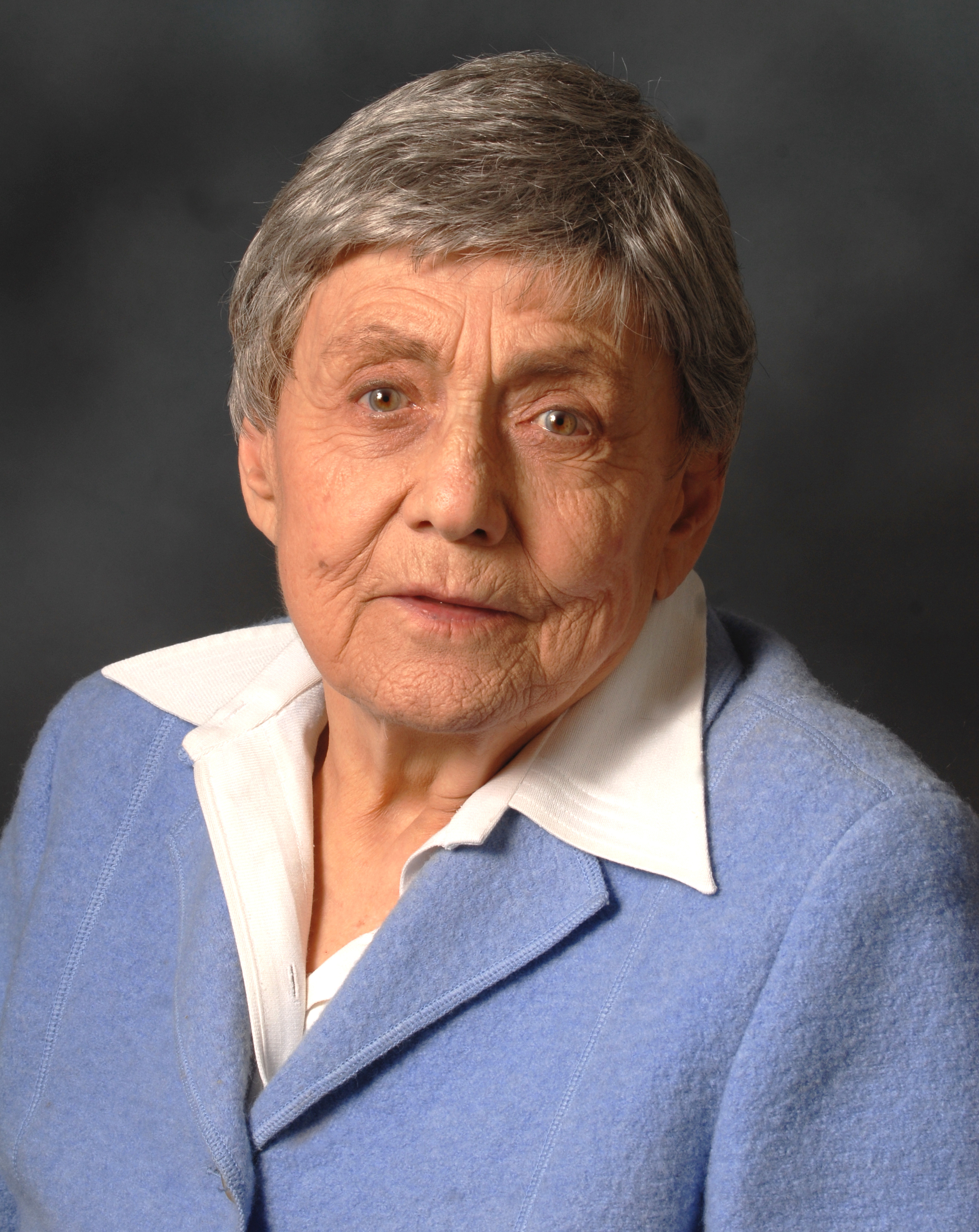
Ruth Barcan Marcus (2005)

Ruth Barcan Marcus (* 2. August 1921, New York; † 19. Februar 2012, New Haven) war eine US-amerikanische Philosophin und Logikerin.
Sie gilt als eine der Begründerinnen der quantifizierten Modallogik (oder modalen Prädikatenlogik) und der Theorie der starren Designation (‘direct reference’). Nach ihr ist die Barcan-Formel benannt, die sie selbst zuerst formulierte. Darüber hinaus stammen von ihr einschlägige Veröffentlichungen zur Philosophie der Logik, speziell zum Essentialismus, zur Notwendigkeit der Identitätsrelation und zum Status von möglichen, aber nicht wirklich existierenden Objekten (possibilia); des Weiteren zur Theorie epistemischer Überzeugungen und zu Pflichtenkollisionen vom Standpunkt der deontischen Logik.

## Leben
Ruth Barcan wuchs als jüngste von drei Schwestern in einem sozialistisch geprägten Haushalt in der New Yorker Bronx auf.
Nach der Highschool entschied sich Ruth Barcan für das Washington Square College der New York University, wo sie Mathematik, Physik, Klassische Literatur, Geschichte und Philosophie belegte. Zu ihren Einflüssen dort zählte insbesondere der Pragmatist Sidney Hook. Entgegen dem Gewicht, das dieser auf die Wissenschaftstheorie der Naturwissenschaften legte, beschäftigte sich Ruth Barcan vor allem mit ideengeschichtlichen Aspekten der Philosophie. Förderung erfuhr Ruth Barcan durch den Mathematiker und Pionier der Spieltheorie John Charles Chenoweth McKinsey, der ihr Interesse auf die logischen Grundlagen der Mathematik und die Modallogik lenkte.
Nach dem Erwerb des B.A. in Mathematik und Philosophie im Jahr 1941 wechselte Ruth Barcan zur Yale University, um sich weiter mit Modallogik zu beschäftigen. Dort studierte sie unter anderem bei Ernst Cassirer und Frederic Brenton Fitch. Hier begann Ruth Barcan sich ausführlich mit der Philosophie von Bertrand Russell auseinanderzusetzen, insbesondere mit dem logischen System der Principia Mathematica und seiner Bedeutungstheorie. Rückblickend bezeichnete sie Russells Arbeiten als bedeutendsten philosophischen Einfluss auf ihr Werk.
Nach dem Erwerb des Master-Abschlusses im Jahr 1942 wurde Barcan Promotionsstudentin bei Fitch, ausgehend von den modallogischen Kalkülen von Clarence Irving Lewis entwickelte sie eine modale Prädikatenlogik. Teile ihrer unveröffentlichten Dissertation erschienen vorab im Journal of Symbolic Logic und wurden dort von Willard Van Orman Quine besprochen. Insbesondere ihr Beweis der Notwendigkeit der Identitätsrelation in modalen Kalkülen brach dabei mit der herrschenden Lehrmeinung. Ihre Dissertation wurde 1946 an der Yale angenommen.
Ebenfalls im Jahr 1942 heiratete Ruth Barcan den Physiker Jules Alexander Marcus, den sie an der Yale kennengelernt hatte. Ein Stipendium der American Association of University Women erlaubte ihr, ihre Studien gemeinsam mit ihrem Mann an der University of Chicago fortzusetzen, wo sie bei Rudolf Carnap studierte. 1948 erhielt ihr Ehemann einen Ruf an die Northwestern University, sie konnte ihn nur als ‘visiting professor’ begleiten. 1952 erhielt sie eine Guggenheim Fellowship. In den folgenden Jahren brachte Ruth Barcan Marcus vier Kinder zur Welt: James 1948, Peter 1949, Katherine 1952 und Elizabeth 1957. Seit 1959 war sie als Lehrbeauftragte an der Roosevelt University tätig.
In den frühen 60ern entwickelte sich eine intensive Zusammenarbeit mit David Kaplan, 1962 besuchte sie ein Seminar bei Arthur Norman Prior an der University of Chicago.
Ein Diskussionsband und die Teilnahme an einem daran anschließenden Kolloquium an der Harvard University in Boston erlaubten es Barcan Marcus, ihre Standpunkte gegen Quine zu verteidigen, dessen negative Kritiken bis dahin eine weitere Entwicklung der modalen Prädikatenlogik gebremst hatten. Der eigentliche Gründungsakt der modalen Prädikatenlogik erfolgte durch das Colloquium on Modal Theories and Many Valued Logic im August 1962, an dem Barcan Marcus ebenfalls teilnahm. Im Jahr 1963 wurde Ruth Barcan Marcus Fellow der National Science Foundation.
Mit der Gründung der University of Illinois at Chicago wurde Barcan Marcus 1964 zum Professor of philosophy and founding department chair ernannt. Sie war maßgeblich am Aufbau des Instituts beteiligt. 1970 wechselte Ruth Barcan Marcus an die Northwestern, sie folgte allerdings schon 1973 einem Ruf auf die Reuben-Post-Halleck-Professur an der Yale University, die sie bis zu ihrer Emeritierung 1992 innehatte. Die Ehe mit Jules Marcus wurde 1976 geschieden. Während ihrer Zeit als aktives Fakultätsmitglied an der Yale nahm sie auch zahlreiche Gastprofessuren wahr:

1978–1979 am Stanford Center for Advanced Study in the Behavioral Sciences (1979), als Fellow am Humanities Institute der University of Edinburgh Fellow 1983, zwei Trimester 1985 und 1968 am Wolfson College der Oxford University und als Visiting Fallow am Clare Hall Colledge der Cambridge University 1988. Nach ihrer Emeritierung verblieb sie als Senior Research Scholar an der Yale, sie verbrachte jedoch regelmäßig den Winter als Gastprofessorin an der University of California, Irvine.

## Ämter und Ehrungen
1961 bis 1976 hatte Ruth Barcan Marcus diverse Ämter und Funktionen in Gebietsabteilungen der American Philosophical Association (APA) inne, deren Vorsitzende sie auch zeitweise war, 1976–1983 gehörte sie dem Board of Officers der nationalen Dachorganisation an. 1980–1983 war sie Vizepräsidentin, 1983–1986 Präsidentin der Association for Symbolic Logic.
Barcan Marcus war seit 1986 Permanent Member of the Common Room, Clare Hall, Cambridge. 1973 und 1990 war sie Gaststipendiatin der Rockefeller Foundation in Bellagio am Comer See. Im Jahr 1973 wurde sie in das Institut International de Philosophie kooptiert, dessen Vorsitzende sie 1989–1992 war, anschließend verlieh man ihr einen Ehrenvorsitz. 1977 wurde sie zum Mitglied der American Academy of Arts and Sciences ernannt. 1986 hielt sie einen Gastvortrag am Collège de France.
Der Doctor of Humane Letters, honoris causa der University of Illinois at Chicago wurde ihr 1995 verliehen, im Jahr 2000 die Wilbur Cross Medal der Yale University. Im Mai 2008 richtete die Lauener Foundation ein Internationales Symposion zur Analytischen Philosophie zu ihren Ehren in Bern aus und verlieh ihr den Lauener Preis in analytischer Philosophie, benannt nach Henri Lauener.
2007 erhielt Barcan Marcus den Quinn Prize der American Philosophical Association für ihre Verdienste um den Berufsverband.

## Philosophische Positionen

### Modale Prädikatenlogik
Ruth Barcan Marcus früheste Veröffentlichungen liefern die erste axiomatische Formulierung einer modalen Prädikatenlogik. Diese frühen Arbeiten stellten eine Erweiterung der modalen aussagenlogischen Systeme von Clarence Irving Lewis dar und markieren einen Meilenstein in der Entwicklung der formalen Logik im 20. Jahrhundert.
In der Philosophie der Logik vertritt sie eine Lesart, nach der der Gegenstandsbereich einer Interpretationsfunktion die Gegenstände der wirklichen Welt umfasst. Sie hat auch eine Alternative zur üblichen modelltheoretischen Semantik (Alfred Tarski) für bestimmte Anwendungen der Logik vorgeschlagen, falls „die Wahrheitsbedingungen der quantifizierten Terme ausschließlich in Form von Wahrheitsbedingungen ohne Inanspruchnahme einer Belegung [der Logischen Terme] angegeben werden können.“ Barcan Marcus ist der Nachweis gelungen, dass eine solche, auch als Wahrheitswert-Semantik (truth value semantics) oder Substitutionssemantik (substitutional semantics) bezeichnete Theorie nicht zu Widersprüchen führt. Während eine solche Semantik insbesondere für eine formalistische Theorie der Mathematik relevant ist, setzt nach Barcan Marcus ein korrektes Verständnis von ontologischen Begriffen wie (numerischer) Identität notwendig eine objektbezogene Semantik und eine Belegungsfunktion voraus.
Barcan Marcus vertritt zugleich einen modalen Aktualismus, nach dem bloß mögliche Objekte (sogenannte possibilia, mögliche, aber nicht wirkliche Gegenstände) keine logisch sinnvollen Entitäten sind – eine direkte Folge davon, dass sie die Belegungsfunktionen auf Individuen aus der aktuellen Welt einschränkt.
In formalen Systemen, die Barcan Marcus vorschlägt, gilt daher die Notwendigkeit der Identität. Ihre Interpretation der Identität, die in Zusammenhang mit ihrer Theorie der Eigennamen und der Barcan-Formel steht, löste eine unabgeschlossene Debatte aus.
Darüber hinaus hat Barcan Marcus gegen die Ansicht von Willard Van Orman Quine argumentiert, dass modale Systeme notwendig einen aristotelischen Essentialismus implizieren. Ihr gelang eine Definition essentialistischer Eigenschaften im Rahmen formaler modallogischer Systeme, von der sie zeigen konnte, dass sie in bestimmten Interpretationen die Ansprüche einer essentialistischen Theorie nicht erfüllen. Dieser Beweis wurde später von Terence Parsons formalisiert.

### Bedeutungstheorie
In der Sprachphilosophie vertrat Barcan Marcus eine Theorie der starren Designation, der zufolge Eigennamen lediglich Etiketten (tags) sind, die sich unmittelbar auf ihren Träger beziehen (direct reference). Die Bedeutung von Eigennamen soll sich in dieser referentiellen Funktion völlig erschöpfen, und nicht etwa von einer Intension des Namens abhängig sein. Damit widersprach Barcan Marcus den herrschenden Theorien, der Kennzeichnungstheorie von Bertrand Russell und der Bündeltheorie von John Searle. Diese Position, die Barcan Marcus schon 1962 im Rahmen eines von Van Orman Quine abgehaltenen Kolloquiums vorstellte, weist deutliche Ähnlichkeiten zur Bedeutungstheorie von Saul Kripke auf, die dieser wenige Jahre später in Name und Notwendigkeit vorstellte. Es ist jedoch keineswegs auszuschließen, dass Kripke, der im selben Problemfeld arbeitete, unabhängig von Barcan Marcus zu seiner Ansicht kam.

### Deontische Logik
Barcan Marcus entwickelte eine modale Theorie zur Erklärung der Pflichtenkollision. Ihr zufolge ist eine Menge moralisch präskriptiver Sätze als konsistent anzusehen, wenn es eine mögliche Welt gibt, in der sie alle zugleich befolgt werden können. Damit ist verträglich, dass es in der aktualen Welt einen Konflikt zwischen Geboten aus dieser Menge gibt – eine Pflichtenkollision. Somit wären Systeme moralischer Regeln nicht notwendigerweise inkonsistent, nur weil konkret eine Pflichtenkollision vorliegt. Dieser Ansicht wurden große Widerstände entgegengebracht.

### Theorie epistemischer Überzeugungen
Barcan Marcus wies den sprachzentrierten Ansatz zur Erklärung von Überzeugungen, wie er sich etwa bei Donald Davidson findet, zurück. Nach der klassischen Definition von Wissen ist dies gerechtfertigte wahre Meinung (justified true belief). Barcan Marcus zufolge ist es falsch, einem Erkenntnissubjekt eine gerechtfertigte Meinung zuzuschreiben, deren Inhalt etwas Unmögliches (z. B. eine widersprüchliche Aussage) darstellt. Ein epistemisches Subjekt, das eine Überzeugung besessen hat, deren Gehalt sich im Nachhinein als falsch herausstellt, kann nicht sinnvoll sagen, dass es diese Überzeugung als gerechtfertigte Meinung besessen habe, sondern dass es sich diese selbst fälschlich als gerechtfertigte Überzeugung zugeschrieben habe.

## Sammelbände und Herausgeberschaften
- The Logical Enterprise, ed. with A. Anderson, R. Martin, Yale, 1995
- Logic, Methodology and Philosophy of Science, VII, eds. R. Barcan Marcus et al., North Holland, 1986
- Modalities: Philosophical Essays, Oxford University Press, 1993. Paperback; 1995 (Sammlung ihrer wichtigsten Aufsatzveröffentlichungen)